# 中道リース
中道リース株式会社（なかみちリース）は、北海道札幌市中央区に本社を置く中堅の総合リース会社。

## 概要
北海道を基盤とする機械商社・中道機械（本社・札幌市）の商品取り扱いを主体に1972年に設立された総合リース会社。その後、他社の建設機械などの取り扱いを拡大するとともに、輸送機械や医療機器の分野でのリース事業も伸ばしてきた。1994年以降は、特に、関東・東北エリアに販路を広げるとともに、リース債権の流動化・小口販売化にも進出した。顧客信頼に応えられる金融サービスを提供するため、 2002年に本社部門が品質マネジメントシステムの国際規格ISO 9001を金融サービス全体で取得し、北海道リース業界では初の登録取得企業となる。2005年には、売上高350億円となり、従来からの地域・顧客密着型の経営基盤強化と併せ、経営の透明性・公正な企業活動を図るためコーポレート・ガバナンスの機能充実を当面の経営戦略に据えている。
2009年には母体企業で親会社の中道機械が民事再生法の適用を申請して倒産してしまったため、同社社長の関寛が個人で中道機械から株式を譲り受け（マネジメント・バイアウト）筆頭株主となっている。

## 沿革
- 1972年4月 - 設立、資本金2,000万円。
- 1973年5月 - 資本金を5,000万円に増資。
- 1977年7月 - 資本金を1億3,000万円に増資。
- 1978年12月 - 資本金を1億5,000万円に増資。
- 1984年7月 - 資本金を1億8,000万円に増資。
- 1986年12月22日 - 資本金を4億4,800万円に増資。札幌証券取引所に上場。
- 1988年6月 - 資本金を7億9,920万円に増資。
- 2005年5月 - 資本金を22億9,743万円に増資。
- 2013年6月 - 子会社メッドネクスト株式会社設立。

## 事業所一覧
- 本社（札幌市中央区）
- 東京支社（東京都港区）
- 旭川支店（北海道旭川市）
- 帯広支店（北海道帯広市）
- 函館支店（北海道函館市）
- 苫小牧支店（北海道苫小牧市）
- 釧路営業所（北海道釧路市）
- 仙台支店（宮城県仙台市青葉区）
- 青森支店（青森県青森市）
- 盛岡支店（岩手県盛岡市）
- 郡山支店（福島県郡山市）
- 山形営業所（山形県山形市）
- 大宮支店（埼玉県さいたま市大宮区）
- 横浜支店（神奈川県横浜市西区）
- 千葉支店（千葉県千葉市中央区）
- 水戸支店（茨城県水戸市）
- 宇都宮支店（栃木県宇都宮市）